# Callicarpa ridleyi
Callicarpa ridleyi là một loài thực vật có hoa trong họ Hoa môi. Loài này được S.Moore mô tả khoa học đầu tiên năm 1925.